# Coal Mines Historic Site
Das Coal Mines Historic Site (deutsch: Historisches Kohlenbergwerk) ist eine denkmalgeschützte Sträflingsanlage auf der australischen Insel Tasmanien, in der in Spitzenzeiten bis etwa 570 britische Sträflinge von 1833 bis 1848 leben und arbeiten mussten.
Auf dem etwa 350 Hektar großen Gelände befinden sich die Ruinen von Steinhäusern, die der Unterbringung der Sträflinge dienten, eine Bäckerei, Küche, ein Schulraum und Häuser für Gefängniswärter und Offiziere sowie eine Kirche. Erkennbar sind die Maschinen- und Gleisanlagen und Straßen. Am Strand der Little Norfolk Bay auf der Tasman-Halbinsel ist der historische Hafen und die Jettys erhalten geblieben, wo die Kohle verladen wurde.
Das Ensemble ist aufgrund seiner historischen und kulturellen Bedeutung in der Australian National Heritage List und in der Liste des UNESCO-Weltkulturerbes seit dem 1. August 2010 als eine von elf Australian Convict Sites eingetragen.

## Lage und Bedeutung
Die Ruinen der Coal Mines Historic Site befindet sich drei Kilometer vom Saltwater Creek entfernt im Norden auf der Tasman-Halbinsel. Sie liegen zwischen dem Coal Mine Hill und Mount Stewart und lassen Rückschlüsse auf die Lebens- und die Arbeitsverhältnisse der Sträflinge zu. Die Gebäude und ihre Geschichte geben auch einen Einblick in die Politik der Kolonialzeit wieder, wie Sträflinge behandelt wurden.
Das Kohlebergwerk hatte für die Entwicklung Tasmanien in den frühen 1800er Jahren gewisse wirtschaftliche Bedeutung, da zuvor die Versorgung mit Kohle kosten- und zeitintensiv aus New South Wales auf dem Seeweg nach Tasmanien erfolgen musste.

Panorama-Aufnahme der Anlage

## Sträflingsbergwerk
Seit dem Aufbau der ersten britischen Siedlung an der Risdon Cove auf Tasmanien im Jahr 1803 mussten zunächst nahezu alle Güter von New South Wales nach Tasmanien gebracht werden, damals Van Tiemen's Land genannt. Um die großen Holzreserven Tasmaniens zu nutzen, wurde 1830 in Port Arthur ein Zentralgefängnis für Sträflinge gebaut, das für alle Sträflinge in Tasmanien zuständig war, das von Charles O’Hara Booth ab 1833 geführt wurde.
Das Kohlevorkommen wurde an der Küste auf der Tasman Peninsula im Jahr 1833 von Woodward und Hughes entdeckt. Die Schichtdicke des entdeckten Vorkommens betrug etwa zwei Meter und es war keineswegs für die Versorgung der Kolonie Tasmanien ausreichend, aber die Administratoren der Sträflinge sahen darin eine Möglichkeit rebellische Sträflinge dorthin zu entsenden. Kurz nach dieser Entdeckung begann eine kleine Gruppe von Bergleuten dort mit der Bergwerksarbeit, unterwiesen von dem Sträfling Joseph Lacey, ein einfacher Bergmann. Die gebrochene Kohle wurde in Waggons zu zwei Jettys an der Küste transportiert und von dort auf Schiffe verladen.
Die Sträflinge lebten in Holzhäusern mit Einzelzellen und für das Militärpersonal und den Kommandanten wurden Steinhäuser gebaut. Die Verbindung mit der Hauptsiedlung zum Bergwerk, Anlage und Küste konnte durch Straßen, Weg und Gleise erschlossen werden.
Lieutenant-governor John Franklin von Tasmanien schickte einen Berichterstatter in die Mine um sich einen Überblick über die dortige Situation hinsichtlich der Produktivität des Sträflingseinsatzes und Effizienz des Managements zu verschaffen. Der Berichterstatter blieb drei Monate dort, fertigte eine geologische Karte des Gebiets an und schlug den Kohleabbau in größerer Tiefe und Ausdehnung an einer anderen Stelle sowie die Entlassung von Lacey vor. Der erste Schiffstransport mit Kohle verließ am 5. Juni 1834 den Minenstandort. Die Kohle wurde aus dem Bergwerk mit Körben zu Waggons gebracht, die auf Schienen bis zu den Jettys an der Küste fuhren.
In der Zeit von 1838 bis 1841 waren fünf Offiziere und 200 Sträflinge beschäftigt und gewannen 10.817 Tonnen Kohle.
Von 1842 bis 1848 entwickelte sich die Arbeitsproduktivität durch den Einsatz von Dampfmaschinen und der nutzlose Fels wurde abgesprengt und abgeräumt. Das Wasser, das in die Gruben lief, konnte mit einer von Dampf angetriebenen Pumpe entfernt werden und Belüftungsschächte wurden angelegt. Das Bergwerk war das erste mechanisierte Bergwerk Tasmaniens, es hatte eine Werkstatt, eine Schmiede und eine Maschinenhalle. Nicht nur Steine wurden zum Bau der Gebäude verwendet, sondern aus dem Ton auf dem Gelände wurden Ziegel gebrannt und verbaut.
Die Kohlenproduktion betrug durchschnittlich 50 Tonnen je Woche, allerdings sank sie 1847 auf die Hälfte ab und dies trug zur Preissteigerung der Kohle in Tasmanien bei. Insgesamt wurden 60.000 Tonnen Kohle aus dem Bergwerk gebrochen. Die Mine wurde im Untertagebau weiter vorangetrieben und erreichte 1847 eine Tiefe von mehr als 90 Metern. Die Arbeit erfolgte in zwei 8-Stunden-Schichten und jede Schicht hatte die Vorgabe 25 Tonnen Kohle zu brechen.
Reverend Henry Phibbs Fry berichtete über das harte Arbeitsleben der Sträflinge in der Mine: Die Sträflinge arbeiteten mit handgetriebenen Maschinen Untertage, die Wege zur Arbeit waren bis zu fünf Meilen lang, die Tunnel waren teilweise so niedrig, dass man kriechen musste. Die Lampen erleuchteten die Tunnels kaum und gingen häufig aus, die Luft war schlecht. Die Männer arbeiteten lediglich mit Hosen bekleidet, nur 83 Sträflinge brachen Kohle, die anderen waren mit dem Kohletransport beschäftigt, beaufsichtigt wurden sie durch Gefängnisaufsehern und von Konstablern.

## Sträflinge
Die britischen Sträflinge wurden in drei Klassen eingeteilt, die sich in unterschiedlicher Unterbringung darstellte: Die drittklassigen Gefangenen wurden in Einzelzellen, die zweiklassigen in Räumen mit 10 und die erstklassigen in Hütten mit 20 Sträflingen untergebracht. Auf Tasmanien gab es 78 Sträflingslager und es wurden jährlich 2000 Sträflinge und ab 1840 neue 4000 Sträflinge dorthin transportiert.
1839 waren 150 Sträflinge und 29 Offiziere auf dem Bergwerksgelände. 1840 gingen acht Kinder des zivilen und militärischen Personals zur Tagesschule. Die Sträflingszahl stieg in den 1840er Jahren bis auf 579 an und von 1845 bis 1847 wurden 36 Einzelzellen und 108 Räumlichkeiten für mehrere Sträflinge eingerichtet. In 1844 lebten 90 Kinder auf dem Gelände.
In der Zeit von 1841 bis zu ihrer Schließung der Mine 1848 berichtete der zuständige Bergwerksleiter direkt nach Hobart und nicht mehr nach Port Arthur, obwohl der dortige Kommandant für das Bergwerk, unter anderem für die Sicherheit, zuständig war.
Zum Aufbau des Bergwerks und der Siedlung wurden Natursteine auf dem Anlagegelände gebrochen und bearbeitet, Ziegel und Kalk gebrannt, Eisen geschmiedet, Bäume gefällt, Land- und Gartenwirtschaft betrieben. Zwei Steinbrüche und eine Anlage zum Kalkbrennen befanden sich auf dem Gelände.

## Schließung der Bergwerksanlage

### Gründe
Gegen Ende der 1840er Jahre gab es eine Debatte über die Transportation der Sträflinge aus England. Mit der Besiedlung Australiens durch freiwillige Einwanderer, veränderte sich die Bevölkerungsstruktur und die neuen Einwanderer fühlten sich in ihrer Sicherheit durch die Masse an Sträflingen bedroht.
Die wirtschaftlichen Probleme, die geringe Ausbeute und Nutzen des Kohlevorkommens und die Produktivität des Sträflingseinsatzes wurden immer deutlicher. Trotz neuer dampfbetriebenen Pumpen und dem Aufbau einer Eisenbahn gelang es nicht die Kohleausbeute signifikant zu erhöhen. Die schlechte Qualität der Kohle von der Halbinsel war von Beginn an ein Problem. Die Ausbeute sank ab, 1847 wurden 300 Tonnen je Woche gebrochen und von den 403 Gefangenen arbeiteten lediglich 196 im Kohlenbergwerk.
Vorfälle von Homosexualität unter den Sträflingen gerieten in den Fokus der Anti-Transportationsdebatte, was in einem Schriftverkehr zwischen William Gladstone, Charles La Trobe und John Hampton, dem Hauptverantwortlichen der Sträflinge, dokumentiert ist. Um diese Ausübung dieser sexuellen Praktiken zu verhindern, wurden die Bergwerktunnels mit zusätzlichem Lichtern ausgerüstet, Sichtschlitze in Türen eingebracht, unangekündigte Besichtigungen von Konstablern erfolgten und ein Gebäude mit 108 Einzelzellen wurde 1846 gebaut. Es wurde auch versucht die Sträflinge nachts zu separieren. John Hampton berichtete 1848, dass „great care has been taken to prevent unnatural crimes among the convicts at the Coal Mines, yet from the extreme difficulty of maintaining complete surveillance over the men while at work, the Coal Mines always has been in this respect, the least satisfactory of all the stations.“
Als Reverend Henry Phibbs Fry das Bergwerk gegen Ende 1847 aufsuchte, berichtete er über die dortigen Verhältnisse: „in the habit of committing shocking crimes and that there was no means of putting a stop to their evil practices.“
Das Konglomerat von wirtschaftlichen Problemen, Veränderungen der Struktur der tasmanischen Gesellschaft und protestantische Vorbehalte kam zum Tragen, daraufhin entschloss sich der für die Sträflinge Hauptverantwortliche John Hampton die Mine zu schließen.

### Weiterführung
Am 8. April 1848 wurde in Zeitungen von Hobart ein privater Investor für das Kohlenbergwerk gesucht. Zugesichert wurde einem Investor eine weiterhin zeitliche Zurverfügungstellung und Ausbeutung der Arbeitskraft von Sträflingen.
Von 1848 bis 1877 wurde das Bergwerk privat betrieben. 1877 waren die Kohlefelder ausgebeutet und 1901 kam es zur Einstellung aller Bergwerksaktivitäten, die Gebäude verfielen. Seit 1877 wurde auf dem Gebiet lediglich Feuerholz geschlagen und Straßenmaterial gewonnen.
Die Ruinen konnten erstmals 1938 für einen Park gesichert werden, 1949 und in 1966 erfolgten weitere Sicherungen durch den Parks and Wildlife Service von Tasmanien.